# NGC 97
NGC 97은 안드로메다자리 방향에 있는 타원 은하이다. 